# Meidum
Meidum, Maydum hay Maidum (tiếng Ả Rập: ميدوم) là một di chỉ khảo cổ ở Hạ Ai Cập. Đây là khu nghĩa trang hoàng gia được sử dụng vào thời Cổ vương quốc, bao gồm một kim tự tháp lớn và nhiều ngôi mộ mastaba bằng gạch bùn. Meidum nằm cách thủ đô Cairo khoảng 100 km về phía nam.

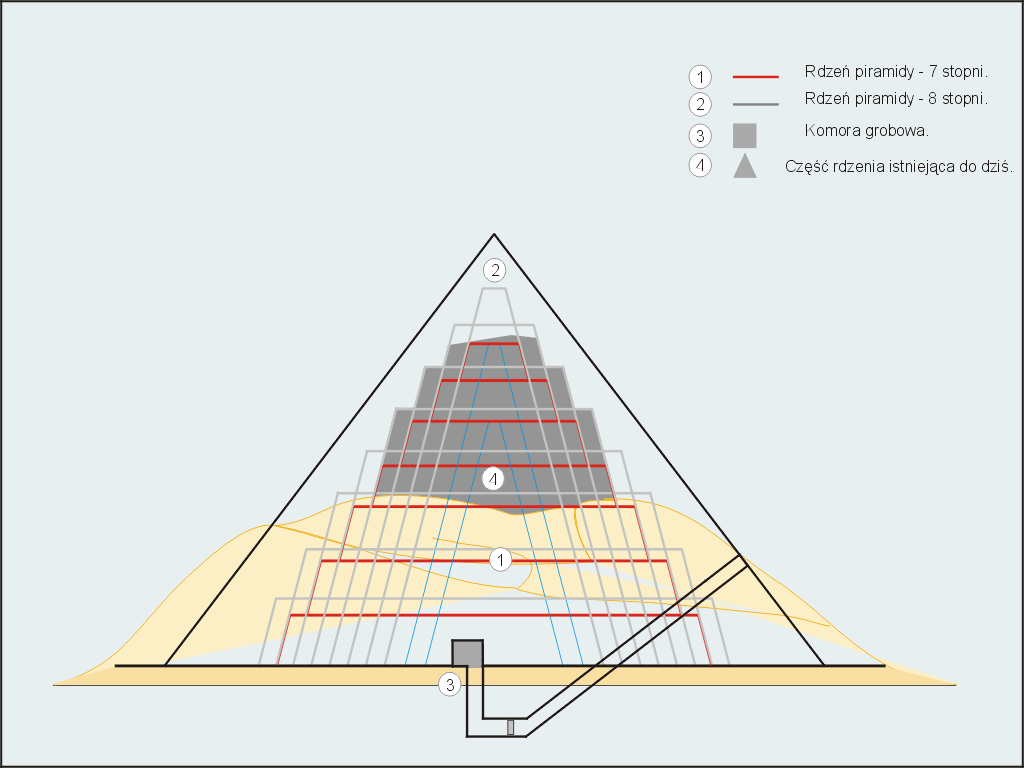
Sơ đồ cấu trúc kim tự tháp Meidum

## Lịch sử khảo cổ
Kim tự tháp Meidum được khai quật đầu tiên bởi John Shae Perring vào năm 1837, sau đó lần lượt là Karl Richard Lepsius (1843), Flinders Petrie (cuối thế kỷ 19), Ludwig Borchardt (1920), Alan Rowe (1928) và cuối cùng là Ali el-Kholi (thập niên 1970).
Flinders Petrie là người đầu tiên ghi lại tỉ lệ kích thước của kim tự tháp. Ông cho rằng, có thể kim tự tháp Meidum có thể cao đến 80 mét. Hiện nay kim tự tháp chỉ cao khoảng 65 mét, các cạnh dài khoảng 144 mét, độ dốc 51°.

## Kim tự tháp Meidum
Kim tự tháp tại Meidum, thường được gọi là "Kim tự tháp bị sụp đổ", đúng như tình trạng của nó hiện nay. Đây là kim tự tháp duy nhất được xây dựng trong khu vực. Vào thế kỷ 15, nhà sử học Ai Cập Al-Maqrizi mô tả rằng, kim tự tháp trông như một ngọn núi có 5 bậc thang lớn, nhưng Kurt Mendelssohn cho rằng nó giống một "kim tự tháp 5 tầng hơn" là một ngọn núi. Vào thời điểm mà đoàn thám hiểm của vua Napoleon khảo sát (1799), nó chỉ còn có 3 tầng. Trong tiếng Ả Rập, tên của kim tự tháp el-haram el-kaddab có nghĩa là "Kim tự tháp giả", bởi vì nó không giống như một kim tự tháp thật sự.

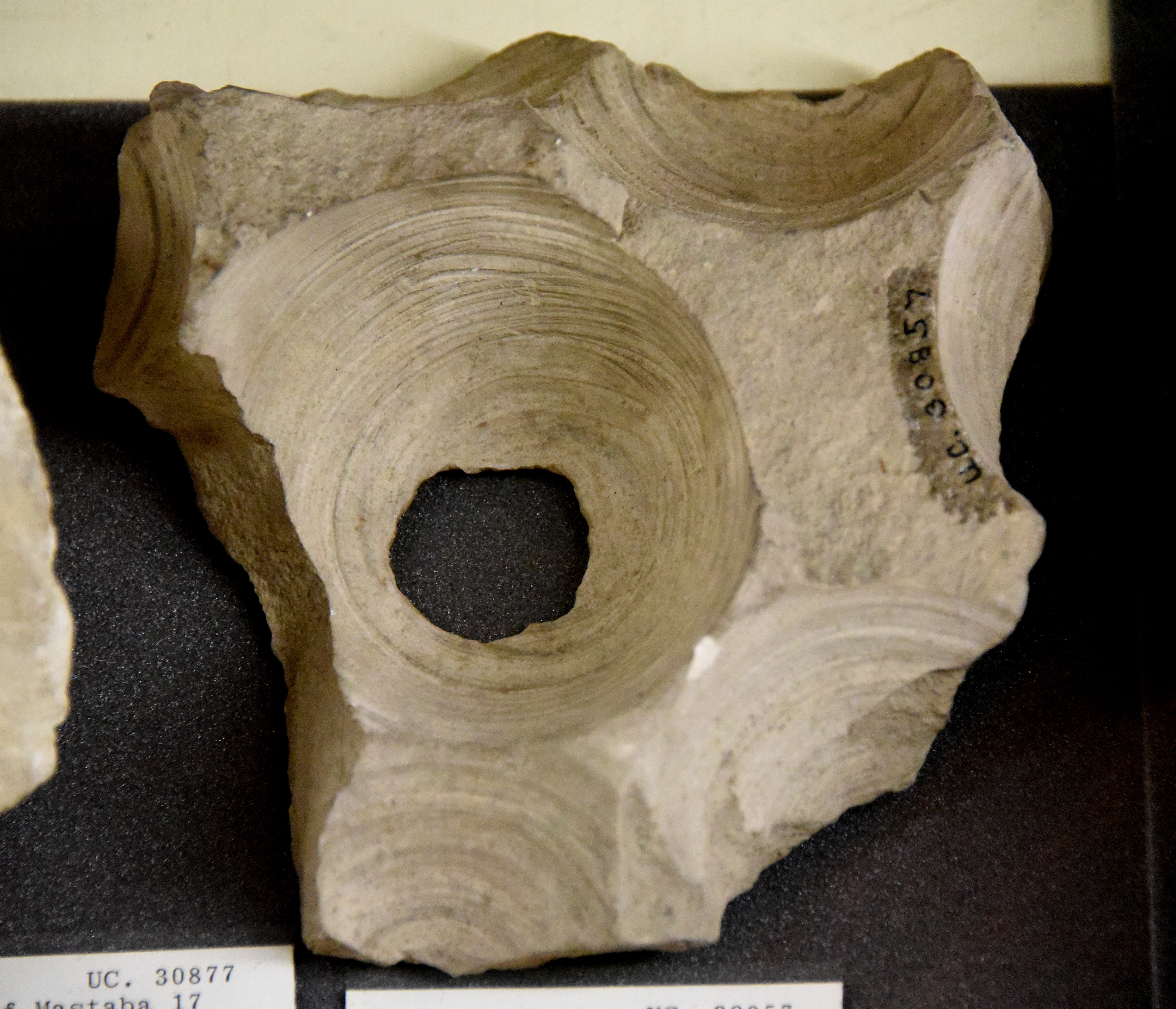
Viên gạch bằng đá vôi từ đống đá vụn bên dưới kim tự tháp

Không rõ chủ nhân thực sự của kim tự tháp này. Nó được cho là đã bắt đầu xây dưới thời trị vì của vua Huni và được hoàn thành dưới thời vua Sneferu. Kim tự tháp này được gán cho Huni bởi vì không có bất cứ công trình nào của ông được tìm thấy, mặc dù có thể một trong 7 kim tự tháp nhỏ trải dài từ Seila tới Elephantine. Tuy nhiên, xung quanh kim tự tháp Meidum là mộ của những người con trai của Sneferu, nên kim tự tháp này thuộc Sneferu có vẻ hợp lý hơn.
Kim tự tháp Meidum ban đầu có 7 tầng, nhưng bây giờ chỉ còn trơ lại lõi tháp, bên dưới là đống tàn dư của nó. Như các kim tự tháp khác, các tầng được phủ một lớp đá vôi mịn bên ngoài. Lối vào nằm ở phía bắc, 2 bức tường dọc hành lang dẫn xuống bên dưới được đục hai hốc nhỏ, không rõ mục đích của chúng. Hành lang nối thẳng tới phòng chôn cất chính. Khi Maspero bước vào phòng chôn cất, ông đã tìm thấy những sợi dây thừng và những thanh dầm mà ông nghĩ có thể đã bị bỏ lại bởi những tên trộm mộ. Nhiều người cho rằng, đó có thể là những vật dụng được sử dụng trong buổi hạ huyệt, nhưng không có bất cứ một cỗ quan tài nào bên trong đó và cũng không có bằng chứng là vua Sneferu đã được táng tại đây.
Một đền thờ nằm ở phía đông của kim tự tháp, tuy thiết kế đơn giản nhưng nó lại được bảo tồn khá tốt, tuy nhiên ngôi đền chưa thực sự hoàn chỉnh. Phía nam có một kim tự tháp vệ tinh nhỏ như những khu phức hợp khác, đã bị hư hỏng hoàn toàn. Lối vào kim tự tháp vệ tinh cũng nằm phía bắc và dẫn đến một phòng mộ, bên trong là những mảnh vỡ của một tấm bia đá mang hình ảnh của thần Horus.
Kim tự tháp Meidum có thể đã sụp đổ trong thời gian ở ngôi của Sneferu, nguyên nhân chính là do sự thay đổi góc của kim tự tháp theo lệnh nhà vua, từ 54° sang 43°, tương tự chuyện xảy ra đối với kim tự tháp Bent. Một số người nghĩ rằng, nó có thể đã bị tàn phá trong thời kỳ Tân vương quốc hoặc thời La Mã.

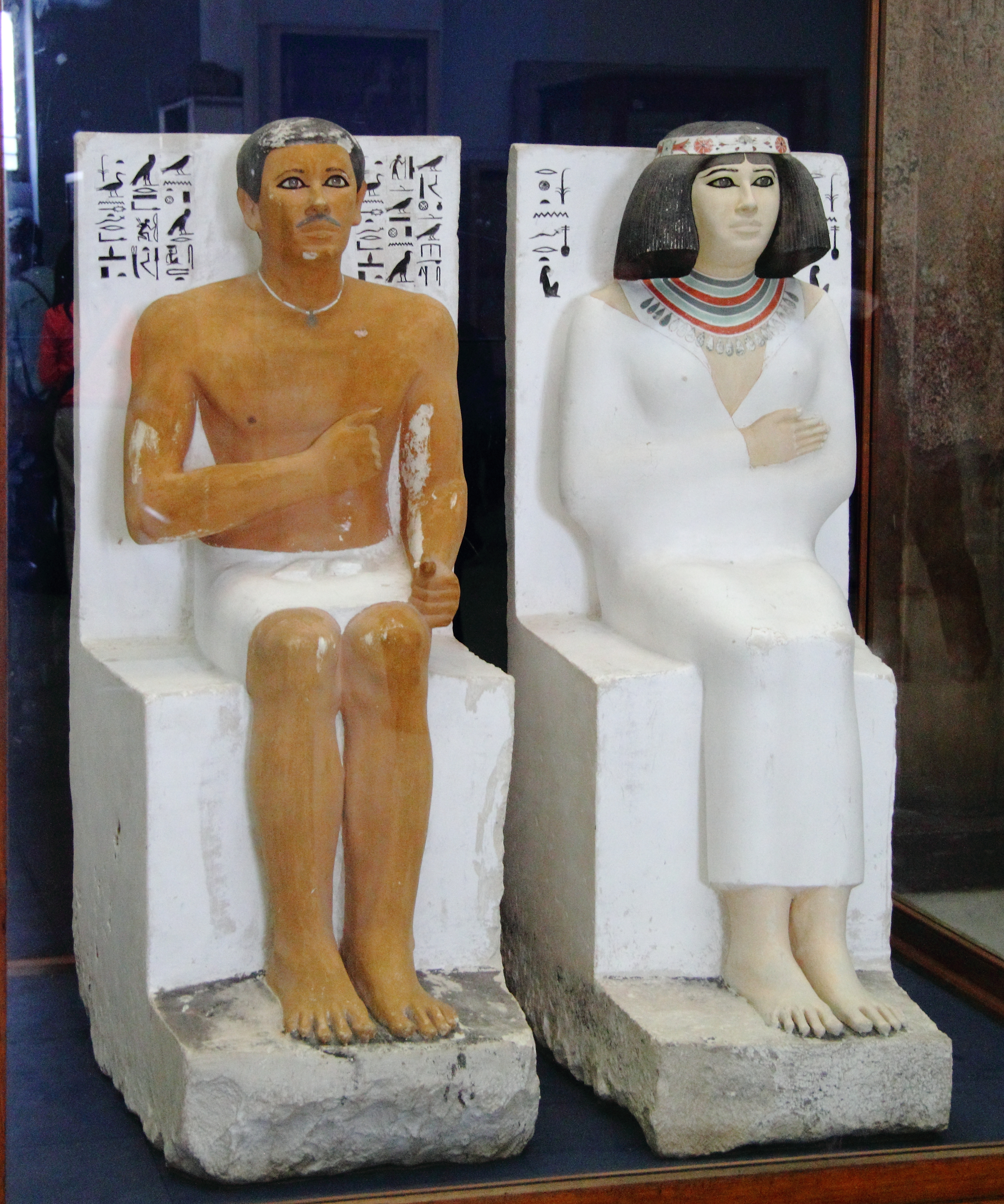
Tượng của hoàng tử Rahotep và phu nhân Nofret

## Những ngôi mộ
Một số ngôi mộ mastaba được xây tại Meidum vẫn chưa hoàn thành và không bao giờ được sử dụng để chôn cất, có thể bởi vì Sneferu đã từ bỏ nơi này và chọn một nơi an nghỉ mới tại Dahshur (nơi đặt kim tự tháp Bent). Một số ngôi mộ đặc biệt được liệt kê dưới đây:
- Mastaba M6: Mộ đôi của hai vợ chồng hoàng tử Rahotep, con của Sneferu và phu nhân Nofret. Bên trong ngôi mộ là 2 phòng chôn cất và 2 nhà nguyện nhỏ, trên tường là những bức phù điêu của hoàng tử. Bức tượng của 2 người được chạm khắc tinh xảo và được bảo quản khá tốt (hiện đang ở Bảo tàng Cairo)[7].
- Mastaba M16: Mộ đôi của hai vợ chồng hoàng tử Nefermaat I, con của Sneferu và phu nhân Itet. Cấu trúc và các phù điêu tương tự như mộ của Rahotep. Ngôi mộ M16 nổi tiếng với một cảnh trên phù điêu, được gọi là "Những con ngỗng Meidum" (hiện đang ở Bảo tàng Cairo)[7].
- Mastaba M17: Không rõ chủ sở hữu của ngôi mộ, có lẽ thuộc về một hoàng tử khác của Sneferu. Phòng chôn cất có một cỗ quan tài bằng granite đỏ, nhưng lại không đề tên của ai[7].Phù điêu "Những con ngỗng Meidum" trong mộ của hoàng tử Nefermaat

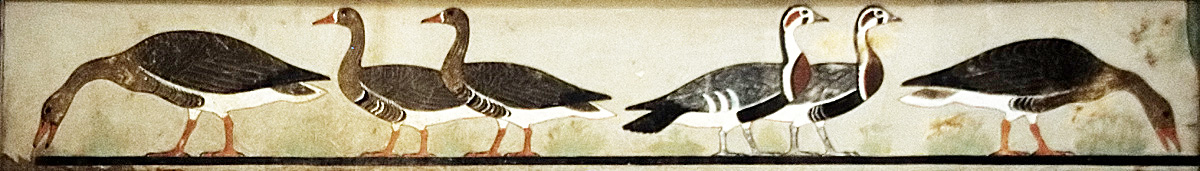
Phù điêu "Những con ngỗng Meidum" trong mộ của hoàng tử Nefermaat